# نی‌کرک
نی‌کرک (به هلندی: Nijkerk) یک شهرستان در هلند است که در خلدرلاند واقع شده‌است. نی‌کرک ۱ متر بالاتر از سطح دریا واقع شده‌است.